# Arcipelago di Zanzibar
L'arcipelago di Zanzibar è un arcipelago della Tanzania situato nell'Oceano Indiano, a est della costa dell'Africa orientale. Corrisponde all'ex nazione indipendente di Zanzibar, oggi parte semi-autonoma della Tanzania. Comprende due isole principali, Unguja (detta anche "Zanzibar" o "Isola di Zanzibar", Zanzibar Island) e Pemba, a cui si aggiungono una quarantina di isole minori, molte delle quali disabitate; la più grande di queste isole, Tumbatu, è circa 100 volte più piccola di Pemba.
La popolazione complessiva è di 1.503.569 abitanti (secondo il censimento del 2012), delle quali 896.721 vivono a Unguja e 406.848 a Pemba (con una densità di circa 530 persone/km²).
L'arcipelago appartiene, insieme a Mafia, alle cosiddette spice islands ("isole delle spezie").

## Isole

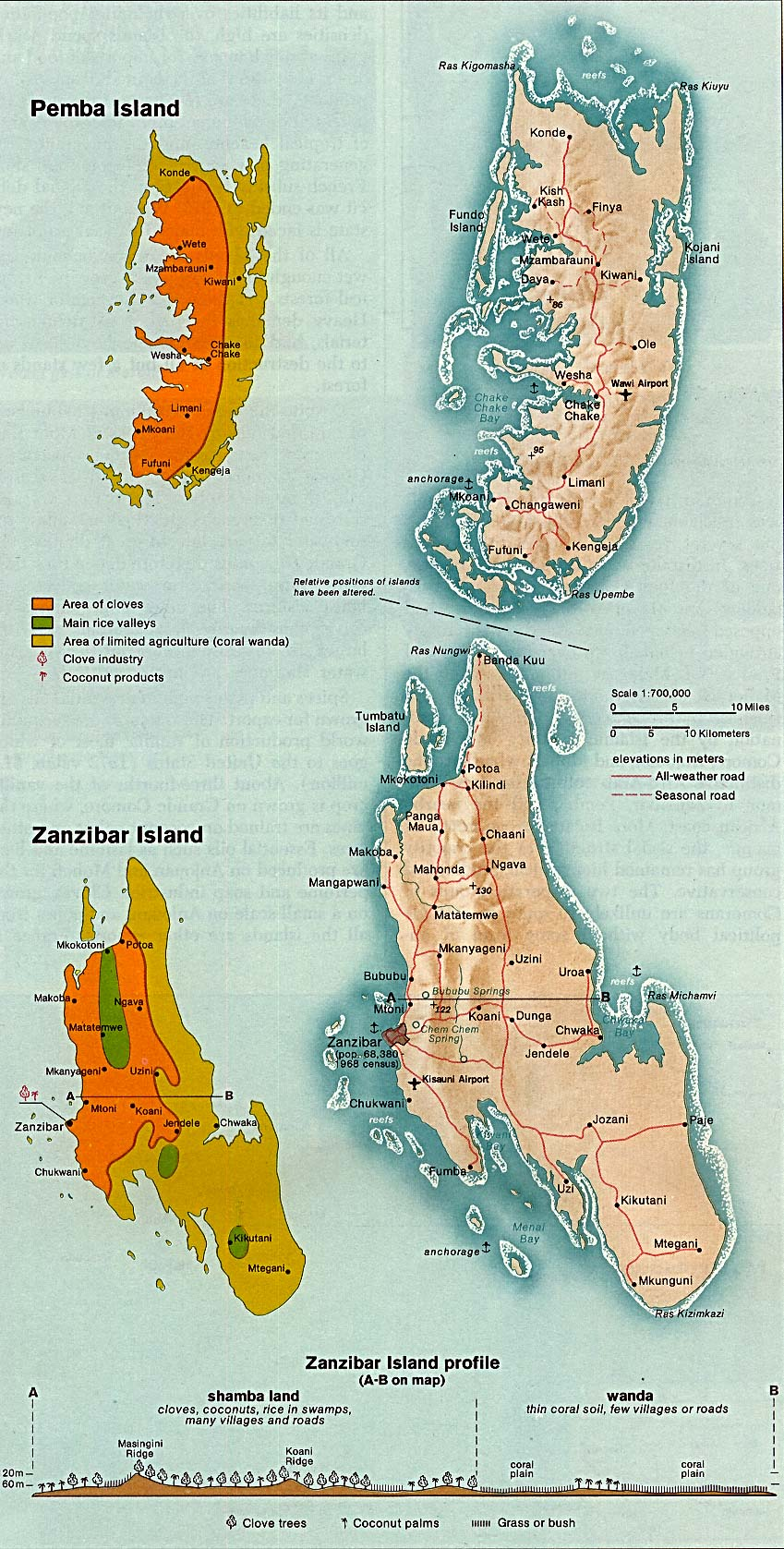
Isole di Pemba e Zanzibar (Unguja)

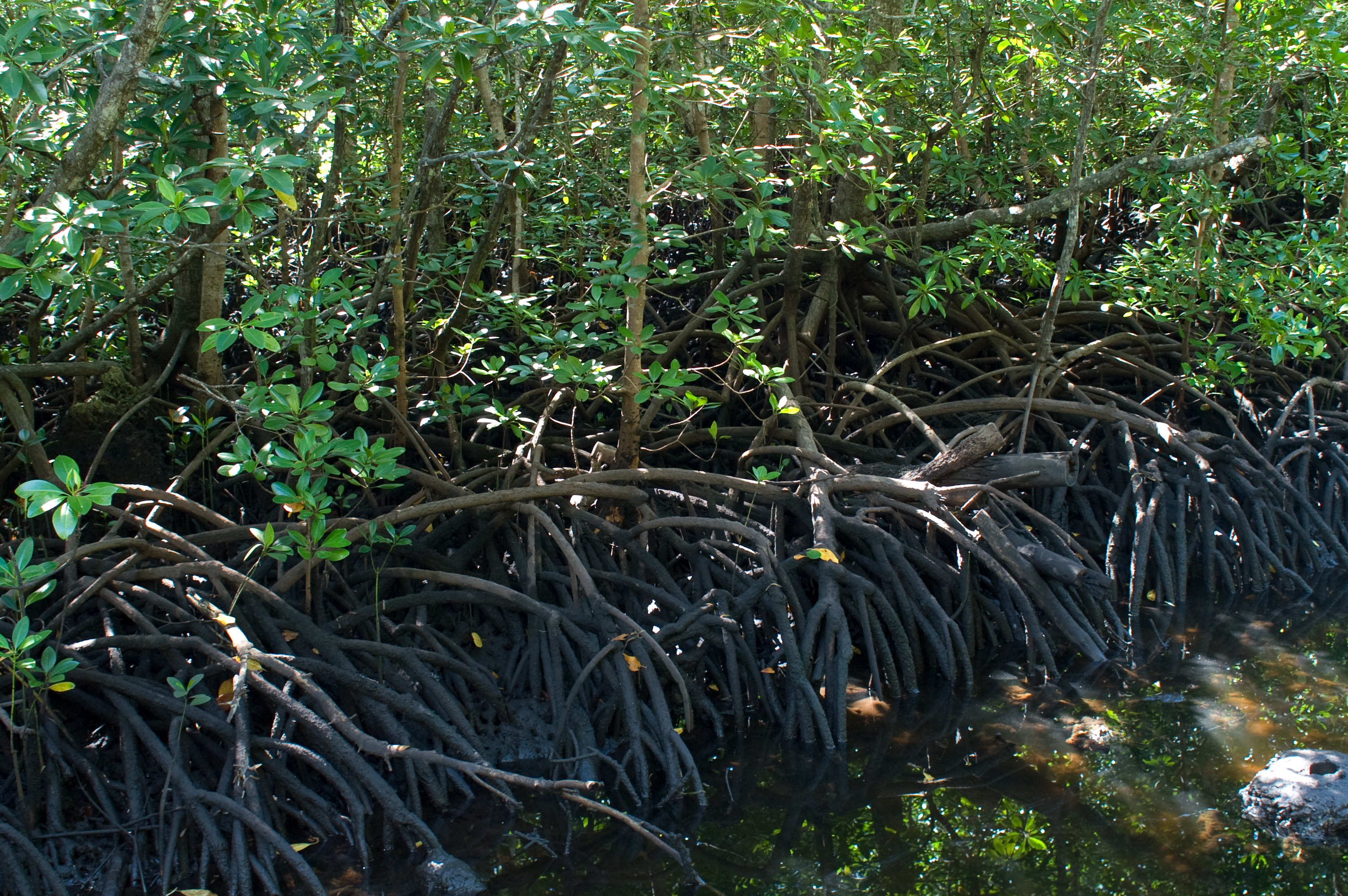
Foresta di mangrovie nella riserva di Jozani

### Unguja
La principale isola dell'arcipelago, Unguja (o semplicemente Zanzibar), si trova all'altezza della città di Bagamoyo; il braccio di mare fra Unguja e Bagamoyo, detto stretto di Zanzibar, è largo circa 40 km. È un'isola collinosa; misura circa 85 km da nord a sud e circa 30 km da est a ovest, nel punto di maggiore larghezza, per una superficie totale di circa 1666 km². La popolazione è distribuita soprattutto a nord, nordovest e ovest, dove il terreno è più fertile; la costa orientale è più arida e vi abbonda la roccia corallina, poco adatta all'agricoltura. Le spiagge bianche della costa orientale, con l'antistante barriera corallina, sono invece rinomate da un punto di vista turistico. Sempre sul versante est si trovano le acque più pescose e la maggior parte dei villaggi di pescatori.

### Pemba
Pemba, nota anche con il nome arabo Al Khundra ("l'isola verde"), è l'isola più settentrionale dell'arcipelago, e si trova circa 50 km a nord di Unguja. Misura circa 65 km in lunghezza e 22 km in larghezza, per una superficie totale di circa 988 km². Lo stretto di Pemba, che la separa dal continente, è più largo di quello di Zanzibar, e quindi l'isola è storicamente rimasta più isolata. È molto meno popolata di Unguja e più ricca di vegetazione.

### Attorno a Unguja
- Bawe
- Prison Island (Changuu)
- Chapwani
- Chumbe
- Daloni
- Kwale
- Miwi
- Mnemba
- Misali
- Murogo
- Mwana-wa-Mwana
- Niamembe
- Nyange
- Pange
- Popo
- Pungume
- Sume
- Tele
- Tumbatu
- Ukanga
- Ukombe
- Uzi
- Vundwe

### Attorno a Pemba
- Fundo
- Funzi
- Jombe
- Kojani
- Kokota
- Kwata
- Makoongwe
- Matumbi Makubwa
- Matumbini
- Misali
- Mtangani
- Njao
- Panza
- Shamiani
- Uvinje

## Ambiente naturale
In passato le isole dell'arcipelago erano quasi completamente coperte da foresta tropicale; la presenza umana e la conseguente deforestazione hanno ridotto l'estensione della foresta al 5% dell'area originale. La foresta primigenia sopravvive solo nelle aree naturali protette di Jozani (Unguja) e Ngezi e Msitu Mkuu (Pemba).

## Clima
L'arcipelago si estende pochi gradi a sud dell'equatore. Il clima è tropicale, monsonico, con temperature elevate tutto l'anno e alte percentuali di umidità. Gli alisei soffiano da nord-est nel periodo da dicembre a marzo e da sud-est da maggio a ottobre. Ci sono due stagioni delle piogge; quella principale (chiamata localmente mwaka) dura da metà marzo a maggio, con precipitazioni molto intense (può accadere che piova tutti i giorni per l'intera stagione). La seconda stagione, fra ottobre e dicembre (talvolta fino a gennaio) e dominata dai monsoni provenienti dal nord chiamati localmente kasikazi, è meno intensa. La seguente tabella riassume temperature e precipitazioni lungo l'arco dell'anno.
| Mese                | Mesi | Mesi | Mesi | Mesi  | Mesi  | Mesi | Mesi | Mesi | Mesi | Mesi | Mesi | Mesi | Stagioni | Stagioni | Stagioni | Stagioni | Anno |
| Mese                | Gen  | Feb  | Mar  | Apr   | Mag   | Giu  | Lug  | Ago  | Set  | Ott  | Nov  | Dic  | Inv      | Pri      | Est      | Aut      | Anno |
| ------------------- | ---- | ---- | ---- | ----- | ----- | ---- | ---- | ---- | ---- | ---- | ---- | ---- | -------- | -------- | -------- | -------- | ---- |
| T. max. media (°C)  | 32   | 32   | 32   | 31    | 30    | 29   | 29   | 29   | 30   | 31   | 31   | 32   | 32       | 31       | 29       | 30,7     | 30,7 |
| T. min. media (°C)  | 24   | 24   | 23   | 23    | 22    | 20   | 18   | 18   | 19   | 20   | 22   | 23   | 23,7     | 22,7     | 18,7     | 20,3     | 21,3 |
| Precipitazioni (mm) | 5,37 | 5,39 | 11,6 | 17,86 | 13,18 | 3,53 | 2,95 | 2,39 | 1,48 | 5,2  | 7,59 | 8,09 | 18,9     | 42,6     | 8,9      | 14,3     | 84,6 |